# J. Arch Getty
John Archibal Getty III (Louisiana, 30 novembre 1950 – 19 maggio 2025) è stato uno storico statunitense.

## Biografia
Conosciuto comunemente come J. Arch Getty, si laureò all'Università della Pennsylvania, conseguendo il titolo di Bachelor of Arts, nel 1972; successivamente nel 1979 conseguì il dottorato di ricerca presso il Boston College.. Fu professore presso l'Università della California a Los Angeles. Era specializzato in storia dell'Unione Sovietica e del Partito Comunista dell'Unione Sovietica.

## Ricerche, opinioni e dibattiti
La "cremlinologia" accademica dopo la Seconda guerra mondiale e durante la Guerra Fredda è stata dominata dal "modello totalitario" dell'Unione Sovietica, sottolineando la natura assoluta del potere di Iosif Stalin. La "scuola revisionista", a partire dagli anni Sessanta, si è concentrata su istituzioni relativamente autonome che potevano influenzare la politica a un livello superiore. Matt Lenoe ha descritto la "scuola revisionista" come rappresentante di coloro che "insistevano sul fatto che la vecchia immagine dell'Unione Sovietica come stato totalitario votato al dominio del mondo era eccessivamente semplificata o semplicemente sbagliata. Tendevano a interessarsi alla storia sociale e a sostenere che la leadership del Partito Comunista aveva dovuto adattarsi alle forze sociali".
Getty è stato uno degli storici della "scuola revisionista" che ha contestato l'approccio tradizionale alla storia sovietica, delineato dal politologo Carl Joachim Friedrich, secondo il quale l'Unione Sovietica era un sistema totalitario, con il culto della personalità e i poteri quasi illimitati di un "grande leader" come Stalin. In Origins of the Great Purges, un libro pubblicato nel 1985, Getty affermò che il sistema politico sovietico non era completamente controllato dal centro e che Stalin si limitava a rispondere agli eventi politici nel momento in cui si presentavano. Il saggio era una sfida alle opere di Robert Conquest e faceva parte dei dibattiti tra il "modello totalitario" e la "scuola revisionista" dell'Unione Sovietica. In un'appendice al libro, Getty mise anche in discussione le conclusioni precedentemente pubblicate secondo cui Stalin avrebbe organizzato da solo l'omicidio di Sergey Kirov per giustificare la sua campagna delle Grandi purghe. Getty considerava il governo di Stalin come dittatoriale ma non totalitario, perché quest'ultimo richiedeva un'efficacia amministrativa e tecnologica che in URSS non esisteva.
Gli storici del "modello totalitario" hanno denunciato la "scuola revisionista" di storici come Getty come apologetica nei confronti di Stalin e li hanno accusati di minimizzare il "Terrore". Lenoe ha asserito che «Getty non ha negato la responsabilità finale di Stalin per il Terrore, né è un ammiratore di Stalin». Durante i dibattiti degli anni Ottanta, l'uso di fonti provenienti dalle memorie degli émigré e l'insistenza sull'organizzazione di Stalin per l'omicidio di Kirov si sono radicati nelle posizioni delle due parti. In una recensione dei lavori di Conquest sulla carestia sovietica del 1932-1933, in particolare The Harvest of Sorrow, Getty scrisse che Stalin e il Politburo sovietico hanno giocato un ruolo importante, ma «c'è molta colpa da attribuire. Essa deve essere condivisa dalle decine di migliaia di attivisti e di funzionari che hanno portato avanti la politica [del governo sovietico] e dai contadini che hanno scelto di macellare gli animali, bruciare i campi e boicottare la coltivazione per protesta».
In una recensione del 1987 per il London Review of Books sull'opera di Conquest, Getty ha scritto: «L'ipotesi, le fonti e le prove di Conquest non sono nuove. In effetti, egli stesso ha esposto per la prima volta il suo punto di vista due anni fa in un lavoro sponsorizzato dall'American Enterprise Institute. La storia della carestia intenzionale, tuttavia, è stata un dogma per gli emigrati ucraini in Occidente fin dalla Guerra Fredda (...). Il libro di Conquest darà quindi una certa credibilità accademica a una teoria che non è stata generalmente accettata da studiosi non di parte al di fuori dei circoli delle nazionalità in esilio. Nel clima politico conservatore di oggi, con il suo discorso sull'"impero del male", sono sicuro che il libro sarà molto popolare». Nello stesso articolo, Getty ha dato la sua interpretazione degli eventi, che è in linea con l'approccio della "scuola revisionista" (che tende a trovare i responsabili della carestia sovietica partendo dal basso e arrivando all'alto, cioè colpevolizzando più i bassi centri di potere che non i vertici dello Stato, e non viceversa).
Con la dissoluzione dell'Unione Sovietica e la pubblicazione degli archivi sovietici, il dibattito si è parzialmente spento, poiché il "modello totalitario" e la scuola "revisionista" si sono fusi in una sintesi detta "post-revisionismo". Getty è stato uno degli storici occidentali più attivi nella ricerca sugli archivi, insieme a Lynne Viola. Uno studio del 1993 sui dati d'archivio, condotto da Getty e altri, ha mostrato che un totale di 1.053.829 persone sono morte nei Gulag dal 1934 al 1953. In uno studio del 1993, Getty ha scritto che l'apertura degli archivi sovietici ha avvalorato le stime più basse avanzate dagli studiosi della "scuola revisionista".
A partire dalla metà degli anni Novanta, pochi oppongono all'analisi di Getty secondo cui una fetta di società più ampia, una parte della burocrazia e altri gruppi professionali avessero una volontà propria, un certo grado di autonomia rispetto al potere centrale sovietico e la possibilità di resistere alle volontà di quest'ultimo (mentre la tesi del totalitarismo diffuso attraverso processi gerarchici unilaterali in cui una leadership dispotica esercitava la violenza su una popolazione passiva e indifesa ha perso consensi). La sua analisi di Stalin come potente ma costretto, soprattutto nei primi anni di governo, a lavorare tenendo conto di serie di interessi e poteri in competizione tra loro, un essere crudele ma comunemente mortale che non era onnipotente né un pianificatore supremo, è stata descritta come una rappresentazione della banalità del male descritta da Hannah Arendt.